# Bagieńskie
Bagieńskie (deutsch Bagensken, 1938–1945 Lehmannsdorf) war ein Dorf in der polnischen Woiwodschaft Ermland-Masuren. Die Ortsstelle liegt in der Gmina Stadt- und Landgemeinde Biała Piska (deutsch Bialla, 1938–1945 Gehlenburg) im Powiat Piski (Kreis Johannisburg).

## Geographische Lage
Die einstige Dorfstelle von Bagieńskie liegt am Flüsschen Surzanka im Südosten der Woiwodschaft Ermland-Masuren, 13 Kilometer südöstlich der Kreisstadt Pisz (Johannisburg). Sie ist über einen Zubringerweg von der Straße Kumielsk–Liski aus in nördlicher Richtung erreichbar.

## Geschichte

### Ortsname
Der zuletzt Bagieńskie genannte Ort erlebte in seiner Geschichte zahlreiche Namensvarianten: Lehmanen und Bagiensken (ohne Zeitangabe), Bogensken (um 1579), Baginsken (um 1818), Bagensken (bis 1938) sowie Lehmannsdorf (1938 bis 1945). Die polnische Ortsbezeichnung nimmt auf die historischen Formen Bezug.

### Ortsgeschichte
Im Jahre 1471 wurde Bagensken durch den Deutschen Ritterorden als Freigut mit zehn Hufen gegründet und bestand in seinem Kern aus mehreren kleinen Höfen.
Von 1874 bis 1945 war das Dorf in den Amtsbezirk Morgen eingegliedert.
Als im Jahr 1945 in Kriegsfolge das gesamte südliche Ostpreußen an Polen überstellt wurde, war auch Bagensken, das seit 1938 offiziell „Lehmannsdorf“ hieß, davon betroffen. Es erhielt die polnische Namensform „Bagieński“, doch bald verlor sich seine Spur. Heute gilt der Ort als untergegangen.

### Einwohnerentwicklung
Die Entwicklung der Zahl der Einwohner lässt sich tabellarisch wie folgt darstellen:
| Jahr | Anzahl | Anmerkungen |
| ---- | ------ | ----------- |
| 1818 | 83     |             |
| 1838 | 118    |             |
| 1871 | 116    |             |
| 1885 | 113    |             |
| 1895 | 129    |             |
| 1905 | 117    |             |
| 1910 | 124    | [ 5 ]       |
| 1925 | 129    |             |
| 1933 | 141    | [ 6 ]       |
| 1939 | 109    | [ 6 ]       |

## Religionen
Bagensken war bis 1945 in die evangelische Kirche Kumilsko (1938–1945 Morgen, polnisch Kumielsk) in der Kirchenprovinz Ostpreußen der Evangelischen Kirche der Altpreußischen Union sowie in die römisch-katholische Kirche Johannisburg im Bistum Ermland eingepfarrt.